# Ga Ueno
Ga Ueno (tiếng Nhật: 上野駅, Ueno-eki) là một nhà ga lớn nằm tại quận Taitō, Tokyo. Nhà ga được sử dụng để đi đến quận Ueno và công viên Ueno – bao gồm bảo tàng Quốc gia Tokyo, bảo tàng Quốc gia Mỹ thuật phương Tây, công viên Ueno, đại học Nghệ thuật Tokyo và một số địa điểm văn hóa khác. Mặc dù việc các tuyến đường sắt Shinkansen đang được mở rộng, khiến cho vai trò của mình bị giảm bớt đi, đây vẫn là một điểm vận tải lớn và là điểm cuối của các chuyến tàu chặng dài từ phía Bắc của Nhật Bản. Sự mở rộng tương tự cũng diễn ra với các tuyến Takasaki, Utsunomiya, Jōban, phục vụ cho ga Tokyo thông qua tuyến đường sắt Ueno–Tokyo vào tháng 5 năm 2015, sử dụng phần đường sắt còn lại ít khi sử dụng và xây dựng một cây cầu cạn mới. Tuyến Ueno–Tokyo nối các tuyến này với tuyến chính Tōkaidō, cho các dịch vụ đường sắt đến các ga Shinagawa, Yokohama, Odawara và ga Atami.
Ga Ueno có vị trí gần với ga Keishei Ueno, là điểm cuối ở Tokyo của tuyến đường sắt Keishei đến sân bay quốc tế Narita.

## Các tuyến đường sắt
Nhà ga này được phục vụ bởi các tuyến đường sắt sau:
- Đường sắt đô thị Tokyo
  - Tuyến Ginza G
  - Tuyến Hibiya H
- Công ty Đường sắt Đông Nhật Bản
  - Tōhoku Shinkansen
  - Yamagata Shinkansen
  - Akita Shinkansen
  - Joetsu Shinkansen
  - Hokuriku Shinkansen
  - Hokkaido Shinkansen
  - Tuyến Utsunomiya JU (đường sắt Tōhoku)
  - Tuyến Takasaki JU
  - Tuyến Keihin-Tōhoku JK
  - Tuyến Yamanote JY
  - Tuyến Jōban JJ

Bởi đây là nơi xuất phát và kết thúc truyền thống của các chuyến tàu đến phía bắc Nhật Bản, do đó nơi đây đã trở thành nguồn cảm hứng cho nhiều bài thơ và sáng tác lời bài hát, trong đó có một tác phẩm thơ nổi tiếng của Ishikawa Takuboku. Tại nhà ga có một tấm bia tưởng niệm về bài thơ này.

## Cấu trúc của nhà ga

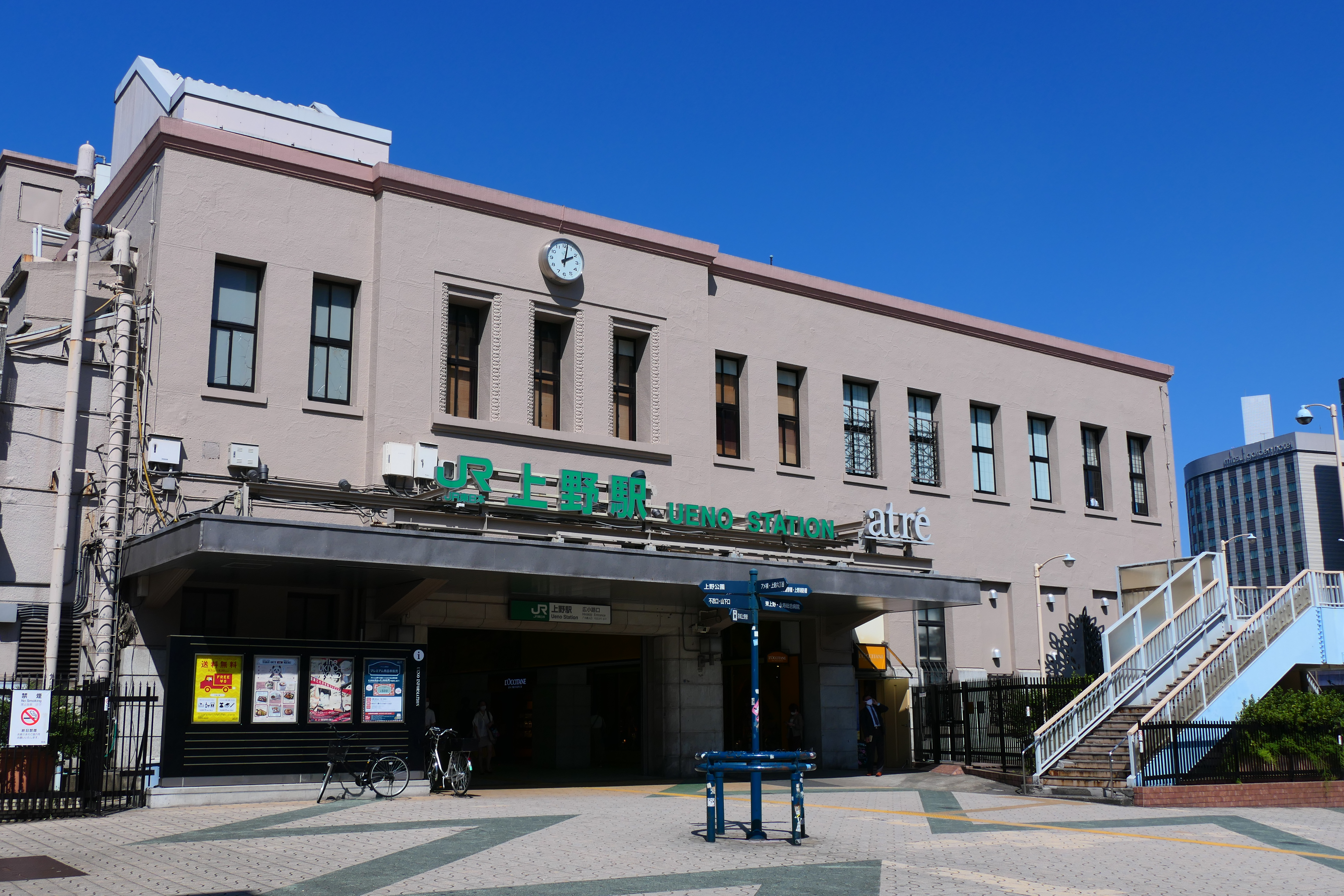
Cổng vào Hirokoji, năm 2020

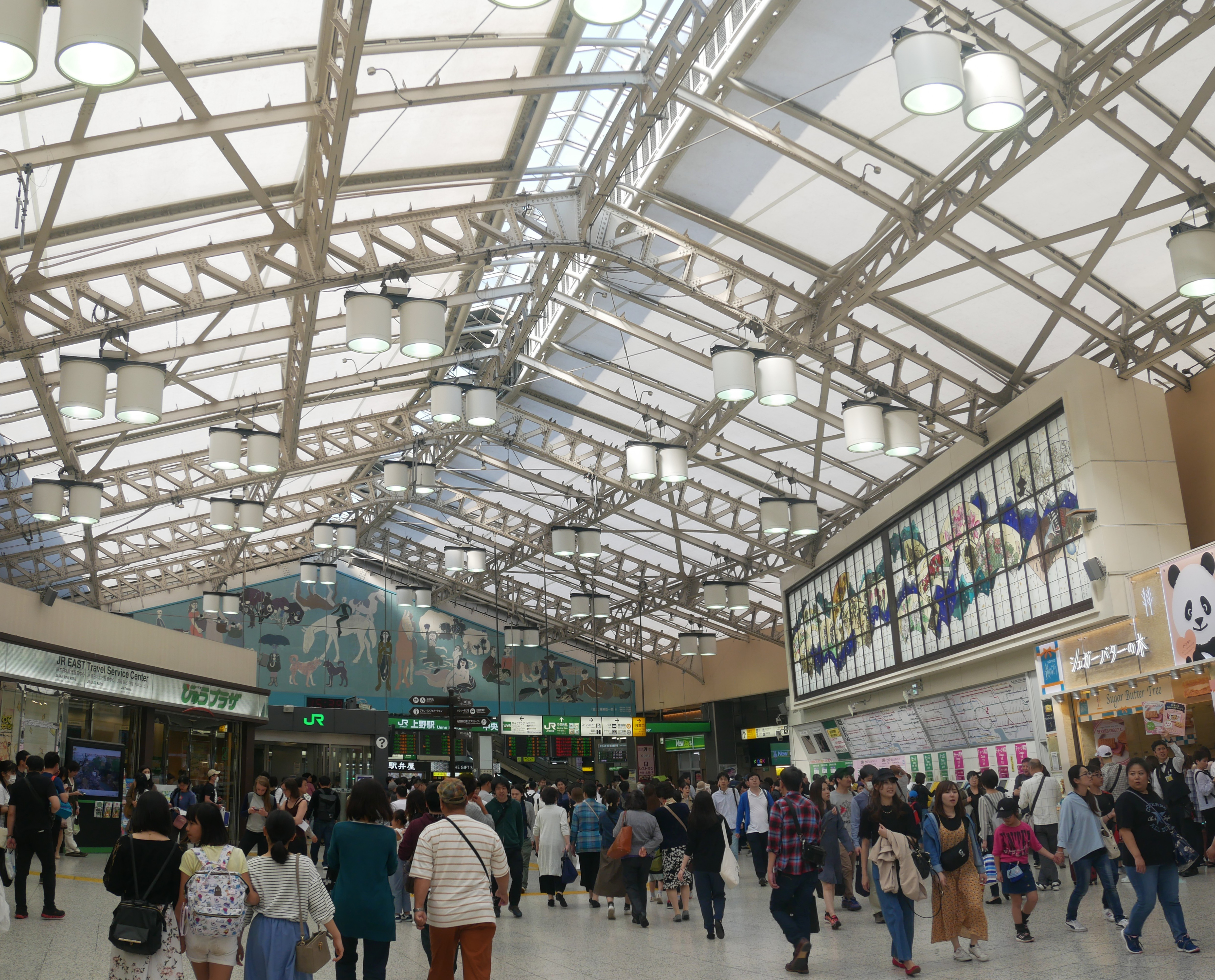
Cổng soát vé trung tâm, năm 2019

Giống như hầu hết các nhà ga lớn ở Nhật Bản, Ga Ueno được bao quanh bởi các khu mua sắm rộng lớn. Nhà ga có một chi nhánh của Hard Rock Cafe.

### Sân ga của Công ty Đường sắt Đông Nhật Bản

Bố trí nhà ga vào năm 2009 (trước khi dỡ bỏ đường số 18)

Nhà ga có hai tầng, phục vụ tuyến đường sắt chính và sân ga xây ngầm dành cho Tōhoku Shinkansen. Từ đường số 1 đến đường số 4 trên hai sân ga ở tầng chính được sử dụng cho các chuyến tàu trên tuyến Yamanote và tuyến Keihin–Tōhoku. Đường số 5 đến đường số 9 với hai sân ga và một bên sân ga của nhà ga dẫn đến tuyến Ueno–Tokyo tới Ga Tokyo và xa hơn nữa là tuyến chính Tōkaidō. Đường số 10 đến đường số 12 có điểm cuối nằm bên trong nhà ga, phía dưới các đường này, ở tầng dưới là các đường số 13 đến 17 (đường số 18 đã bị dỡ bỏ). Hai sân ga ở tầng dưới phục vụ cho đường sắt Shinkansen, từ đường số 19 đến đường số 22.
Các cửa chắn sân ga đã được lắp đặt trên hai sân ga thuộc tuyến Yamanote (đường số 2 và 3) vào tháng 11 năm 2015 và đưa vào sử dụng từ tháng 12.
| 1     | JK Tuyến Keihin-Tōhoku | đến Tabata, Akabane, Minami-Urawa và Ōmiya                                                                   |
| 2     | JY Tuyến Yamanote      | đến Tabata, Ikebukuro và Shinjuku                                                                            |
| 3     | JY Tuyến Yamanote      | đến Tokyo và Shinagawa                                                                                       |
| 4     | JK Tuyến Keihin–Tōhoku | đến Tokyo, Kawasaki, Yokohama JK Tuyến Negishi đến Ōfuna                                                     |
| 5-8   | JU Tuyến Utsunomiya    | đến Ōmiya, Koga, Oyama, Utsunomiya                                                                           |
| 5-8   | JU Tuyến Takasaki      | đến Ōmiya, Ageo, Kumagaya và Takasaki                                                                        |
| 6     | JJ Tuyến Jōban         | đến Matsudo, Toride, Tsuchiura, Ishioka, Tomobe và Mito ■ Tuyến Narita đến Narita (thông qua Abiko)          |
| 7-9   | JU Tuyến Ueno–Tokyo    | đến Tokyo, Shinagawa, Yokohama và Odawara                                                                    |
| 8     | ■ Tuyến Jōban          | □ Dịch vụ Hitachi/Tokiwa đến Tsuchiura, Ishioka, Tomobe, Mito, Hitachi và Iwaki                              |
| 9-12  | JJ Tuyến Jōban         | đến Matsudo, Toride, Tsuchiura và Mito ■ Tuyến Narita đến Narita (thông qua Abiko)                           |
| 13-15 | JU Tuyến Utsonomiya    | đến Ōmiya, Koga, Oyama, Utsunomiya                                                                           |
| 13-15 | JU Tuyến Takasaki      | đến Ōmiya, Ageo, Kumagaya và Takasaki                                                                        |
| 14-16 | ■ Tuyến Takasaki       | □ Dịch vụ tàu Akagi/Swallow Akagi đến Takasaki và Maebashi □ Dịch vụ tàu Kusatsu đến Naganohara-Kusatsuguchi |
| 16-17 | ■ Tuyến Jōban          | □ Dịch vụ tàu Hitachi/Tokiwa đến Tsuchiura, Ishioka, Tomobe, Mito, Hitachi, Iwaki                            |
| 19-20 | ■ Tohoku Shinkansen    | đến Sendai, Morioka, Shin-Aomori và Shin-Hakodate-Hokuto                                                     |
| 19-20 | ■ Yamagata Shinkansen  | đến Fukushima, Yamagata và Shinjo                                                                            |
| 19-20 | ■ Akita Shinkansen     | đến Morioka và Akita                                                                                         |
| 19-20 | ■ Joetsu Shinkansen    | đến Takasaki và Niigata                                                                                      |
| 19-20 | ■ Hokuriku Shinkansen  | đến Nagano, Toyama và Kanazawa                                                                               |
| 21-22 | ■ Shinkansen           | đến Tokyo |

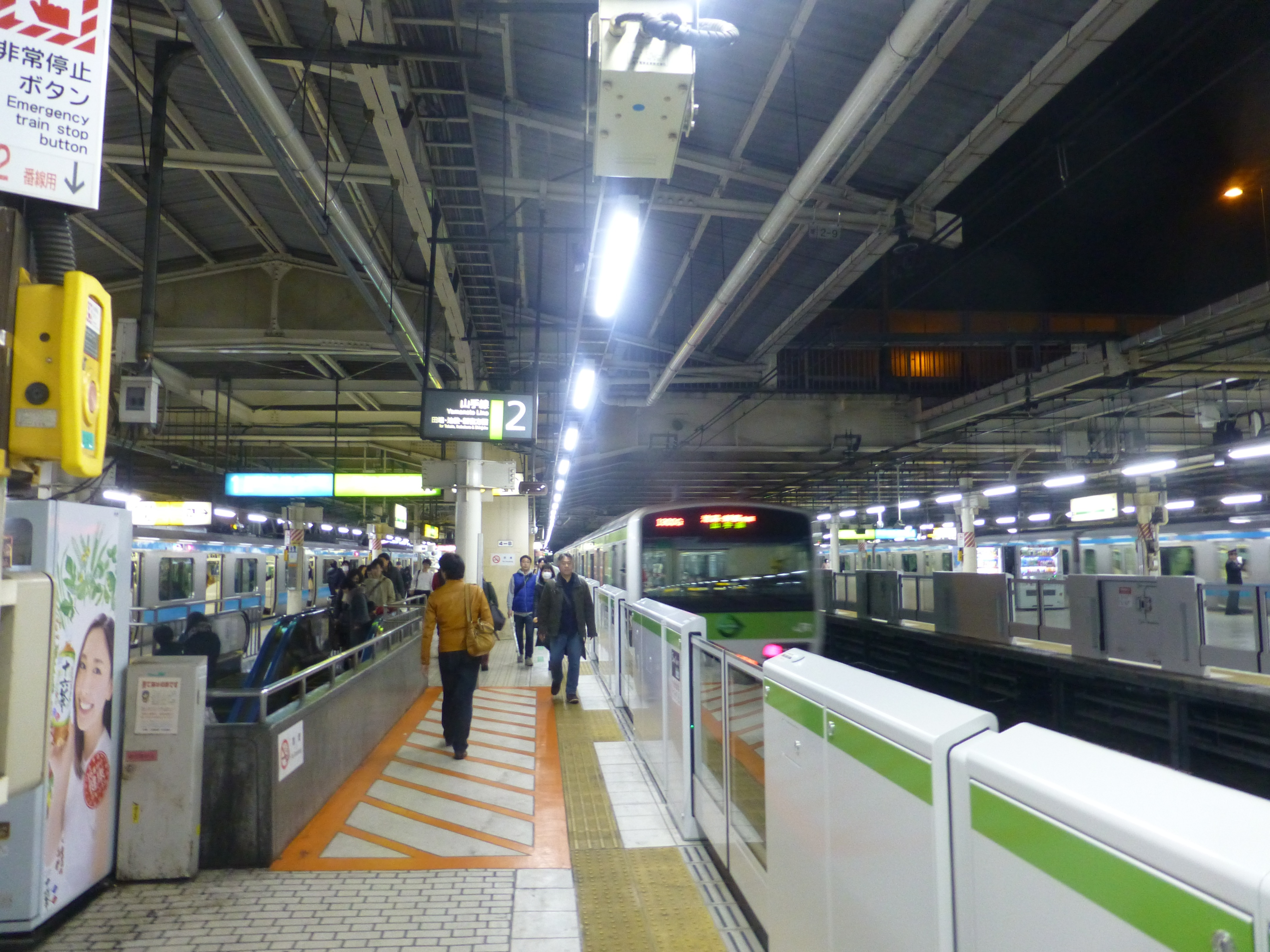
Sân ga số 2 thuộc tuyến Yamanote, chụp vào tháng 3 năm 2016, sau khi bổ sung cửa chắn sân ga.
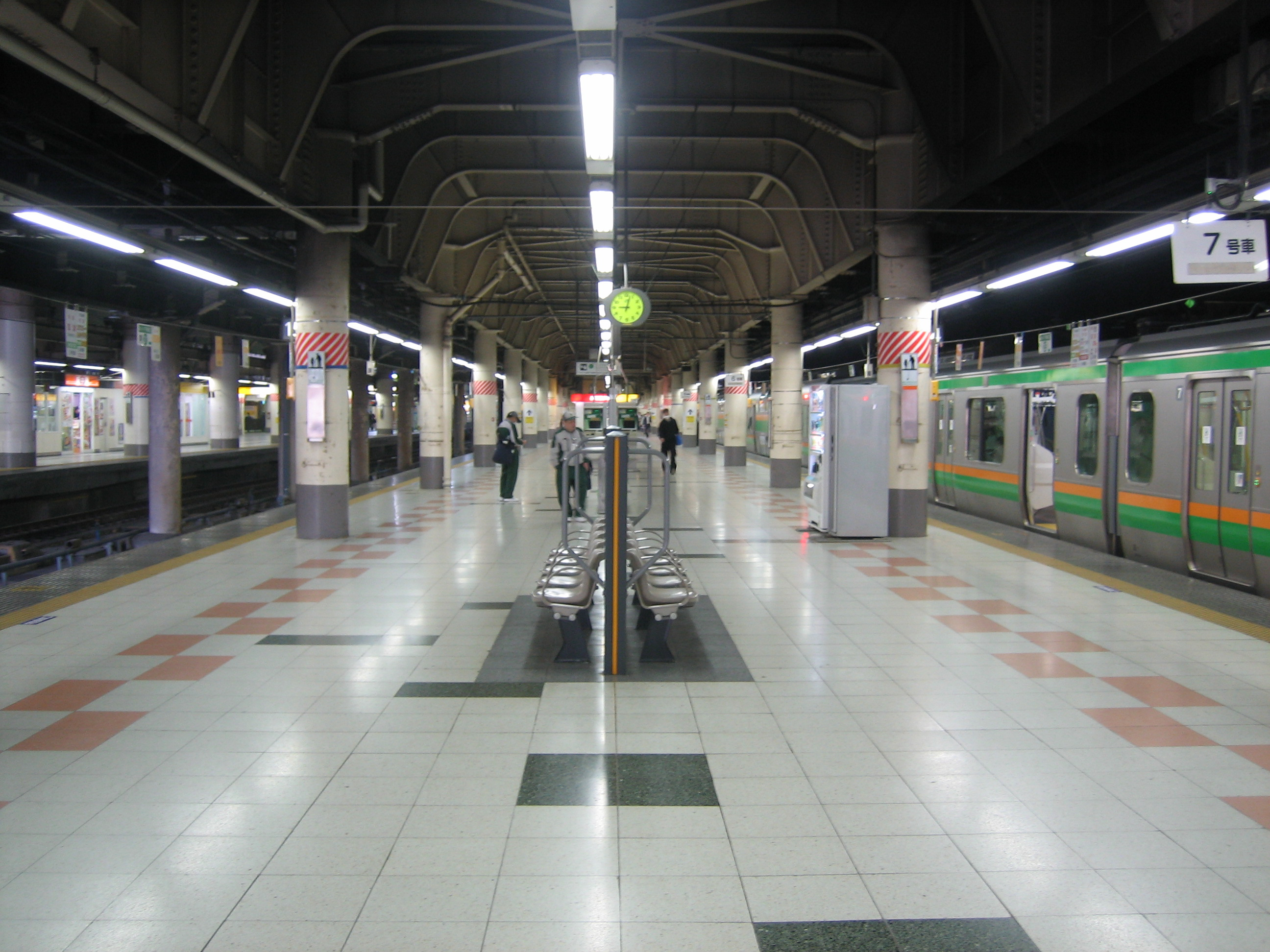
Sân ga của đường số 14 và 15.

### Sân ga thuộc tuyến đường sắt đô thị Tokyo

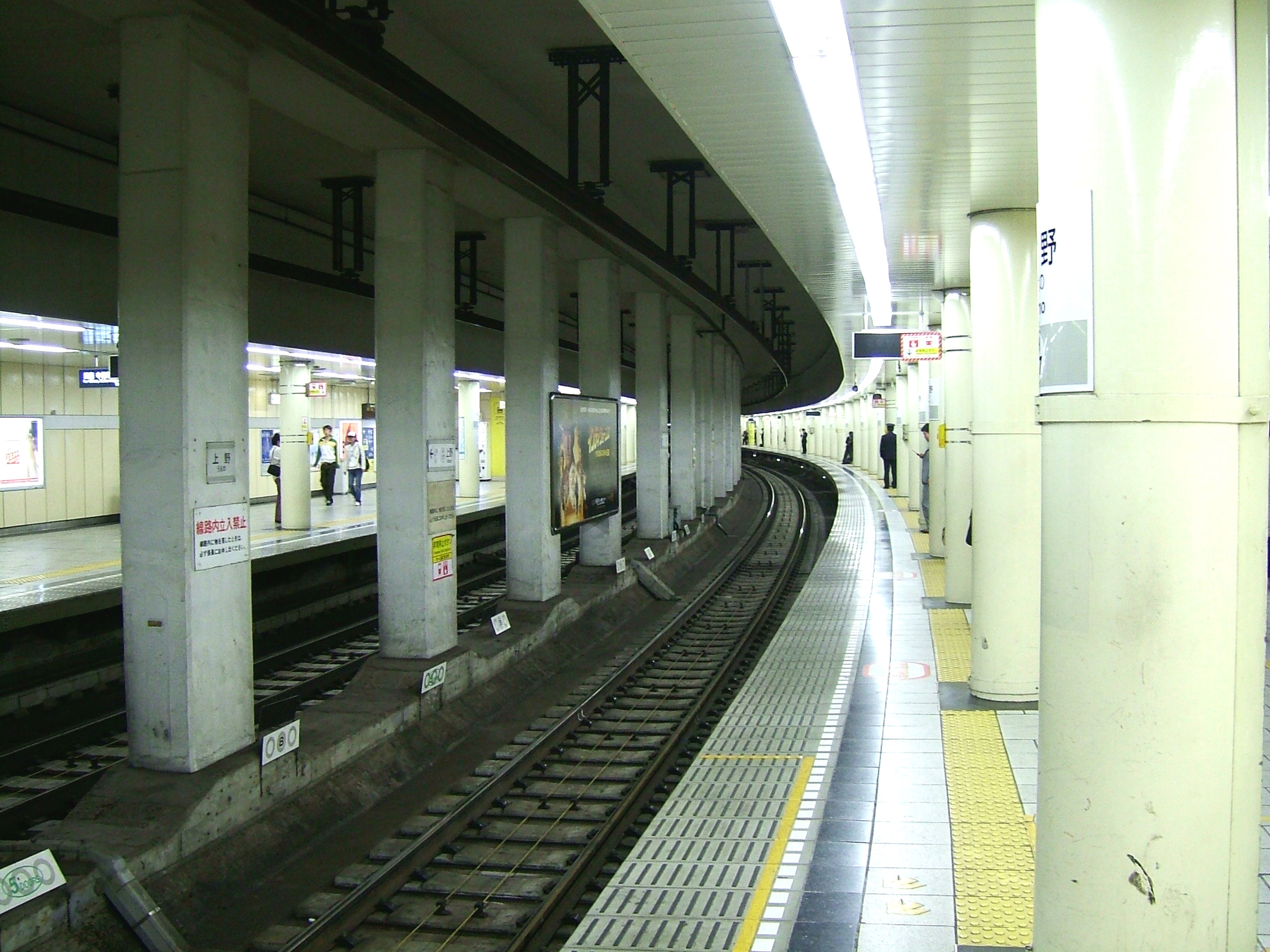
Sân ga thuộc tuyến Hibiya vào tháng 5 năm 2008

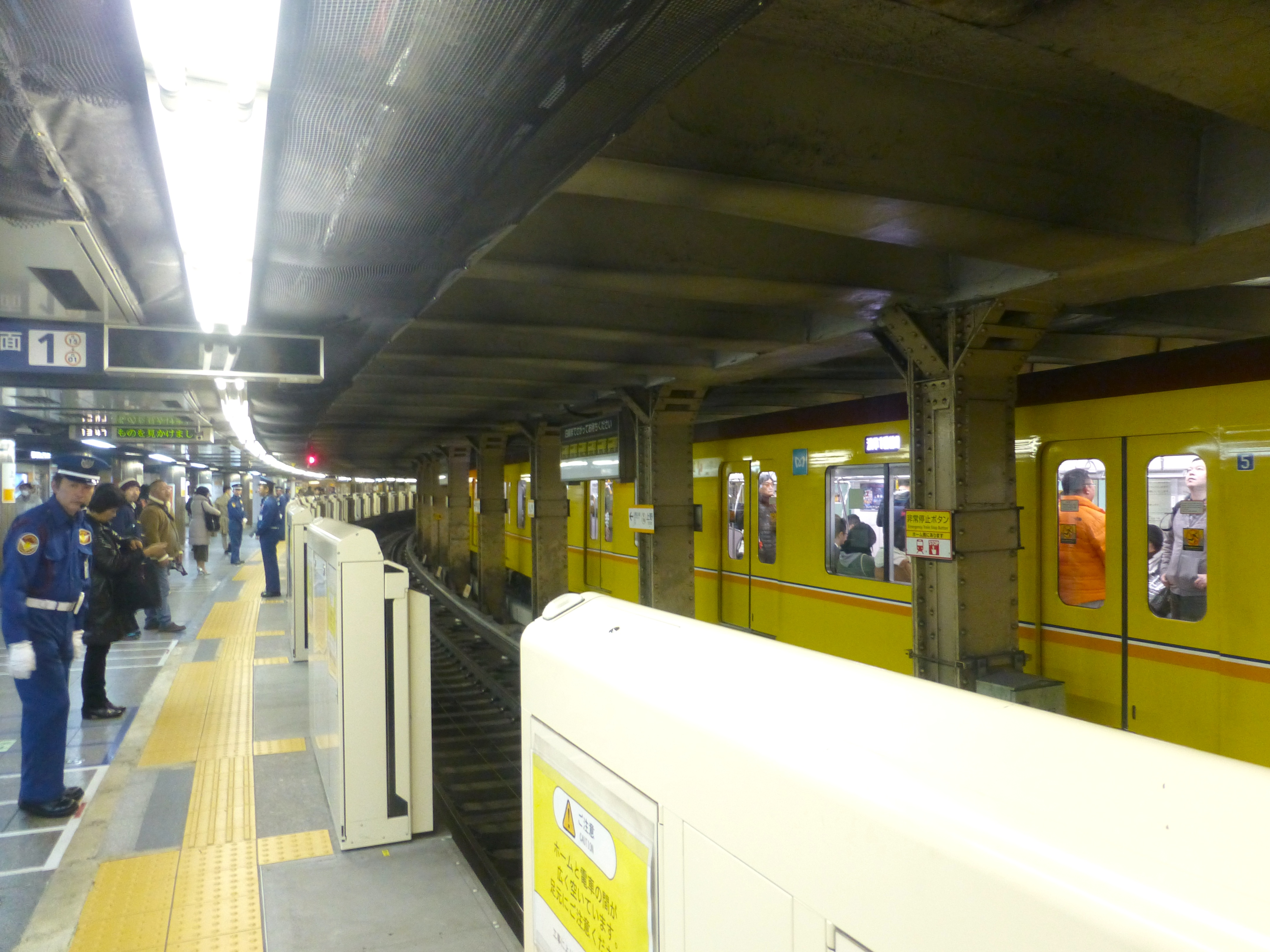
Sân ga thuộc Tuyến Ginza vào tháng 1 năm 2016

Cả hai nhà ga thuộc tuyến Ginza và Hibiya đều có hai đường sắt; tuy nhiên, không giống như các ga đường sắt đô thị Tokyo khác, đường sắt của mỗi tuyến được tính tách biệt.
| 1 | H Tuyến H      | đến Ginza, Roppongi và Naka-Meguro                                                                  |
| 2 | H Tuyến Hibiya | đến Kita-Senju TS Tuyến Tobu Skytree đến Tōbu-Dōbutsu-Kōen TN Tuyến Tobu Nikko đến Minami-Kurihashi |
| 1 | G Tuyến G      | đến Ginza và Shibuya                                                                                |
| 2 | G Tuyến Ginza  | đến Asakusa                                                                                         |

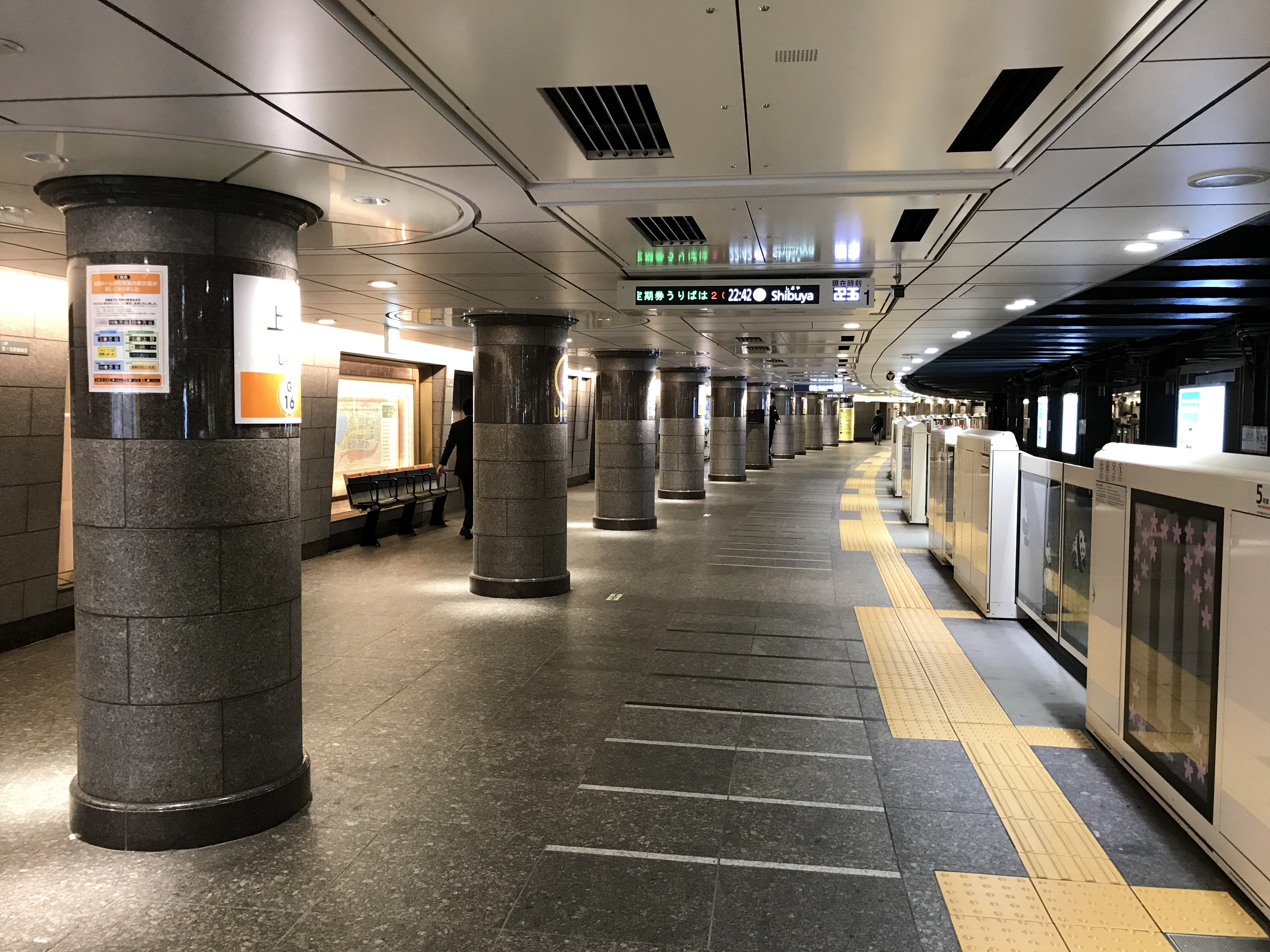
Sân ga số 1, thuộc tuyến Ginza vào tháng 10 năm 2018
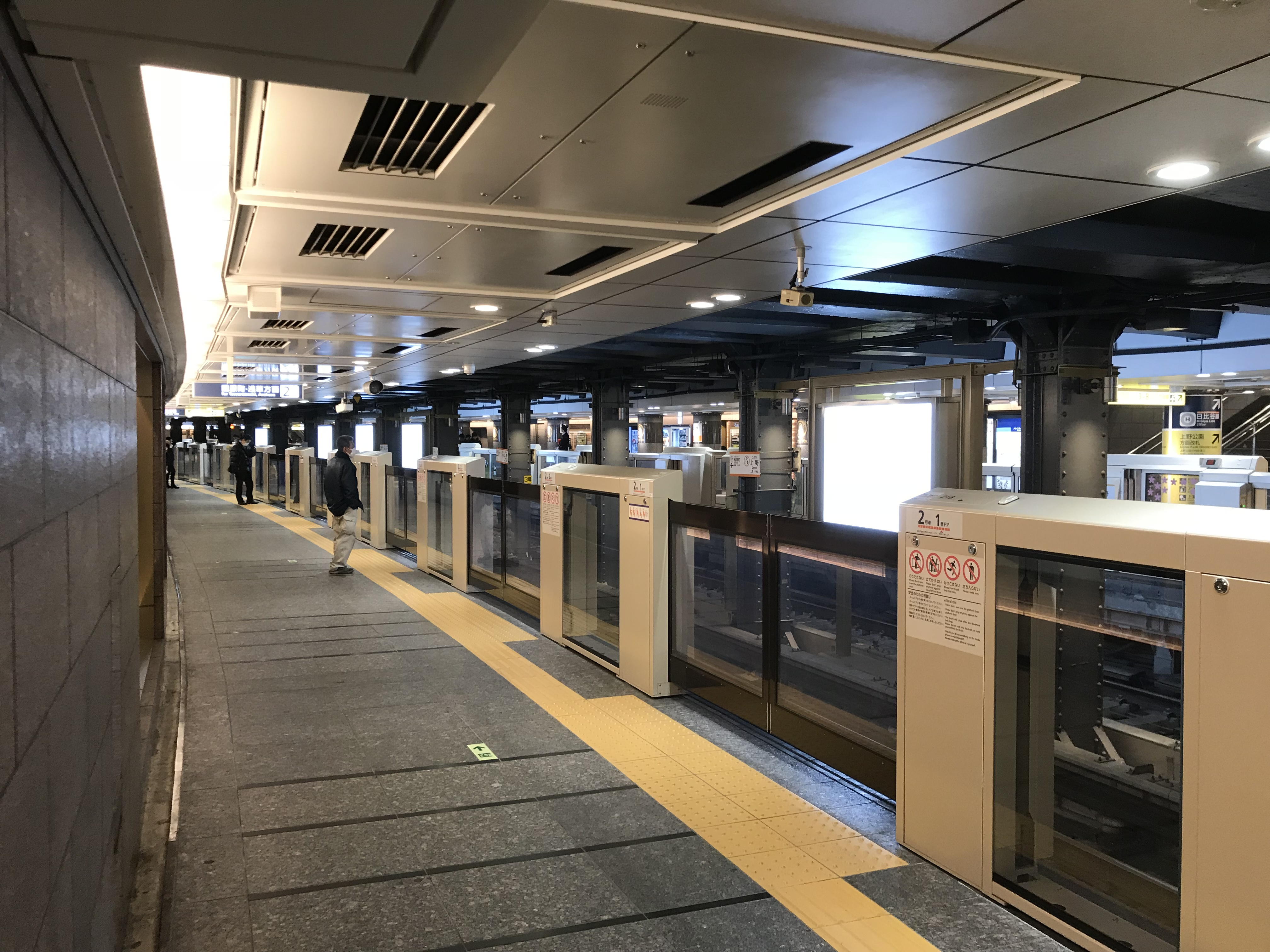
Sân ga số 2, thuộc tuyến Ginza vào tháng 1 năm 2018
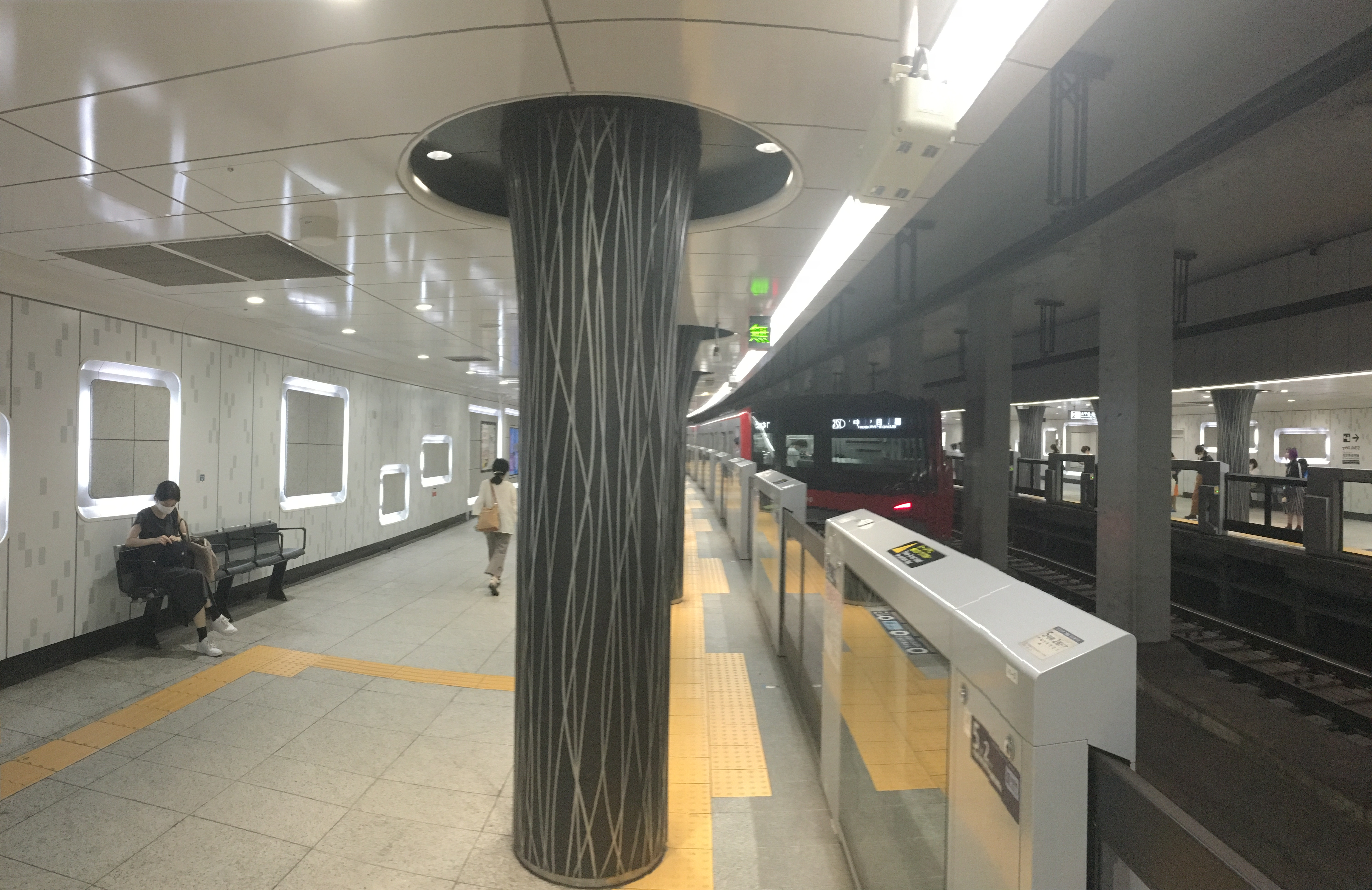
Sân ga thuộc tuyến Hibiya vào tháng 8 năm 2021
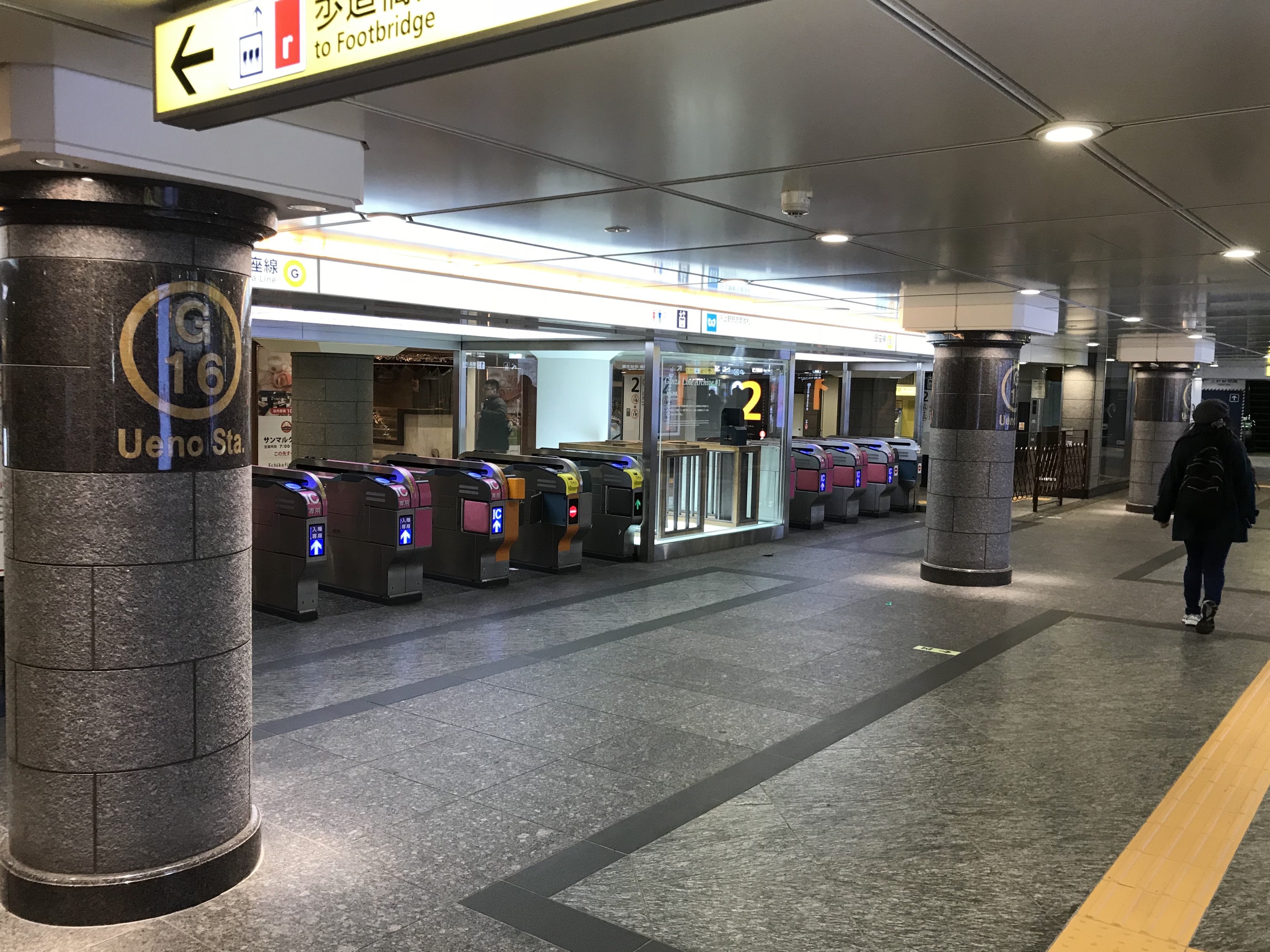
Cổng soát vé JR Ueno vào tháng 1 năm 2018
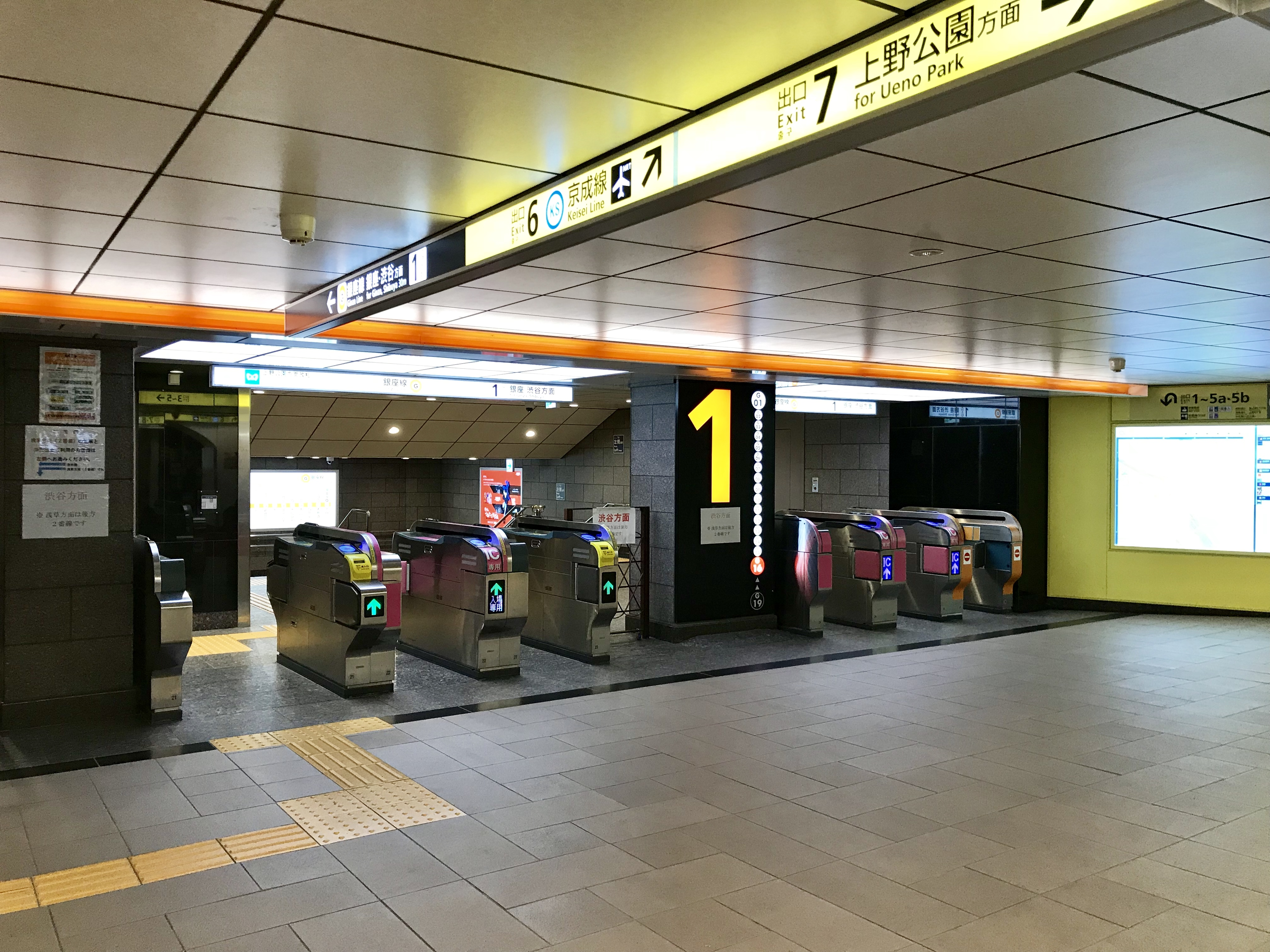
Cổng soát vé Công viên Ueno vào tháng 10 năm 2018
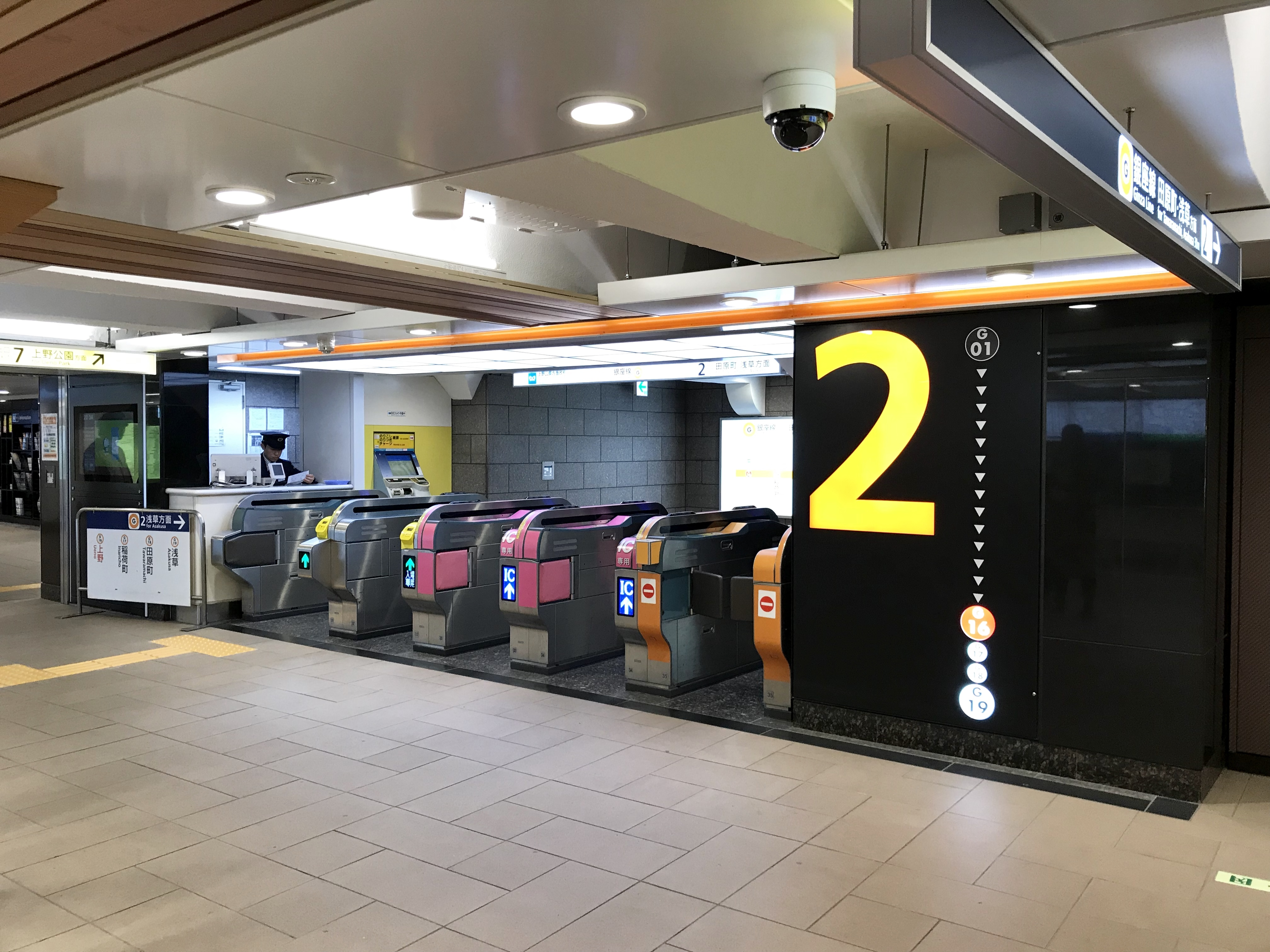
Cổng soát vé Công viên Ueno vào tháng 10 năm 2018

## Lịch sử

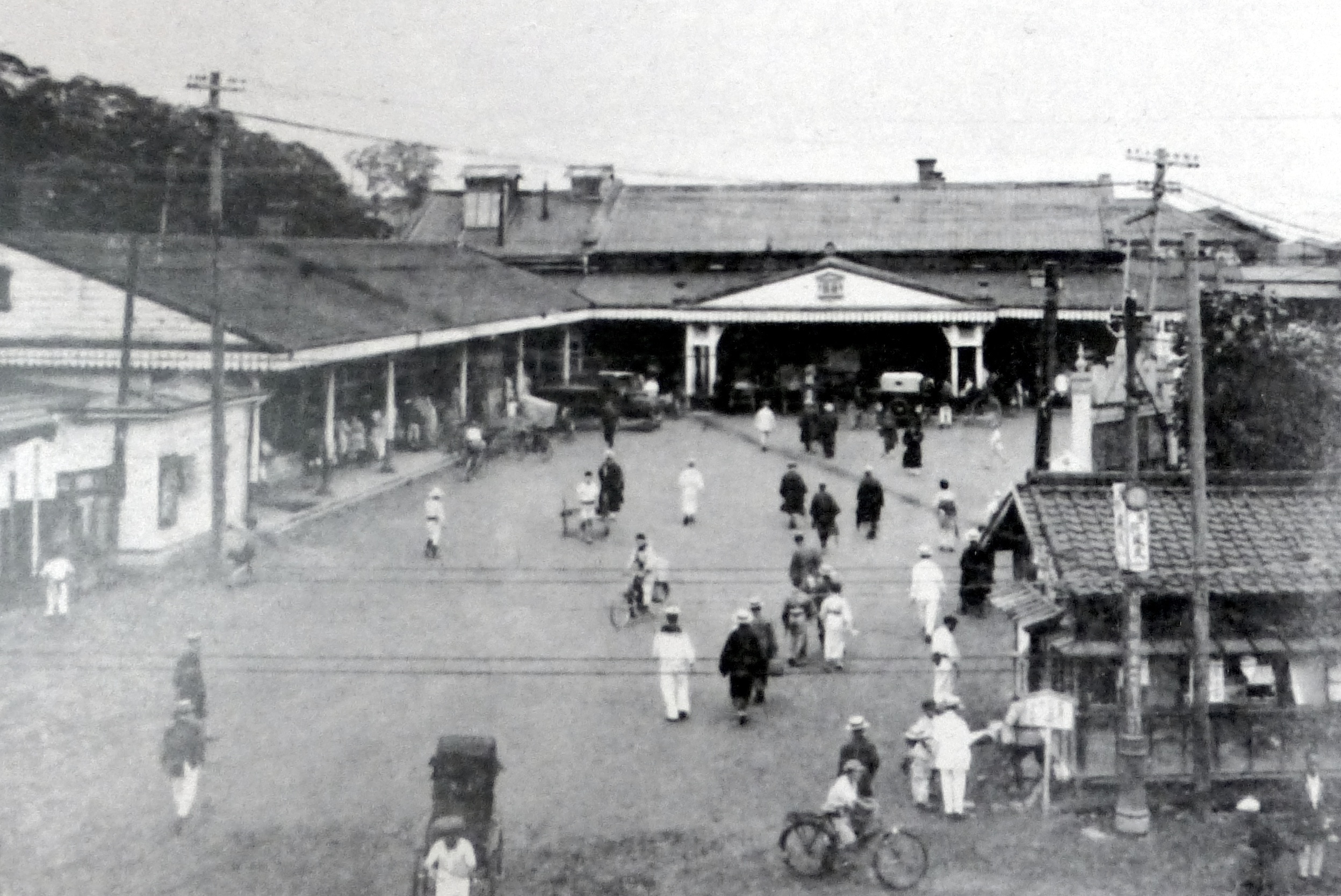
Nhà ga đầu tiên, lối vào ở phía Nam, 1912

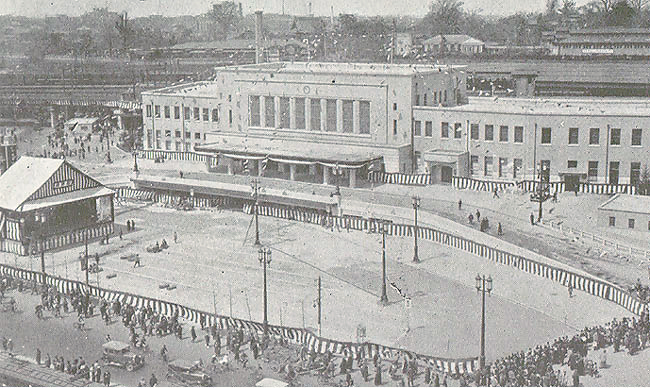
Khánh thành nhà ga hiện tại vào năm 1932

Ga Ueno khánh thành vào ngày 28 tháng 7 năm 1883. Sau khi nhà ga đầu tiên bị một trận hỏa hoạn phá hủy do trận động đất Kantō vào năm 1923, Đường sắt Chính phủ Nhật Bản đã xây dựng nhà ga như hiện tại. Năm 1927, Đường sắt ngầm Tokyo (nay là đường sắt đô thị Tokyo) đã khánh thàn tuyến tàu điện ngầm đầu tiên của Nhật Bản từ nhà ga này đến ga Asakusa. Sau chiến tranh thế giới thứ hai, khu vực phía trước nhà ga Ueno là trung tâm hoạt động chợ đen lớn. Ngày nay, nhiều người đến khu vực này để tham quan khu chợ Ameya-Yokochō.
Vào tháng 3 năm 1985, Tōhoku Shinkansen được mở rộng về phía Nam từ Ōmiya đến Ueno, và tuyến này được kéo dài về phía nam Tokyo vào tháng 6 năm 1991.
Các cơ sở vật chất của nhà ga thuộc tuyến Ginza và tuyến Hibiya được đường sắt đô thị Tokyo tiếp quản sau khi Cơ quan Vận tải nhanh Teito (TRTA) được tư nhân hóa vào năm 2004.
Vào tháng 3 năm 2010, để quảng bá cho bộ phim Cho-Den-O Triology thuộc dòng phim Kamen Rider, một chiến dịch quảng bá đã được sử dụng trên các chuyến tàu đi từ ga Ueno đến ga Nakano-fujimichō, diễn viên Rina Akiyama trong phim Den-O đã chào đón 200 người hâm mộ đi trên chuyến tàu đầu tiên trong số đó.
Việc đánh số các nhà ga đã được áp dụng cho các nhà ga JR East (không thuộc Shinkansen) vào năm 2016, nhà ga Ueno được đánh số là JU02 cho tuyến Utsunomiya, JJ01 cho tuyến Jōban, JK31 cho tuyến Keihin–Tōhoku và JY05 cho tuyến Yamanote. Đồng thời, JR East đã đánh ký hiệu chữ cái cho nhà ga chính Ueno; ký hiệu là "UEN".
Các dịch vụ của TH Liner trên tuyến Hibiya giữa ga Ebisu và ga Kuki được bắt đầu hoạt động vào ngày 6 tháng 6 năm 2020.

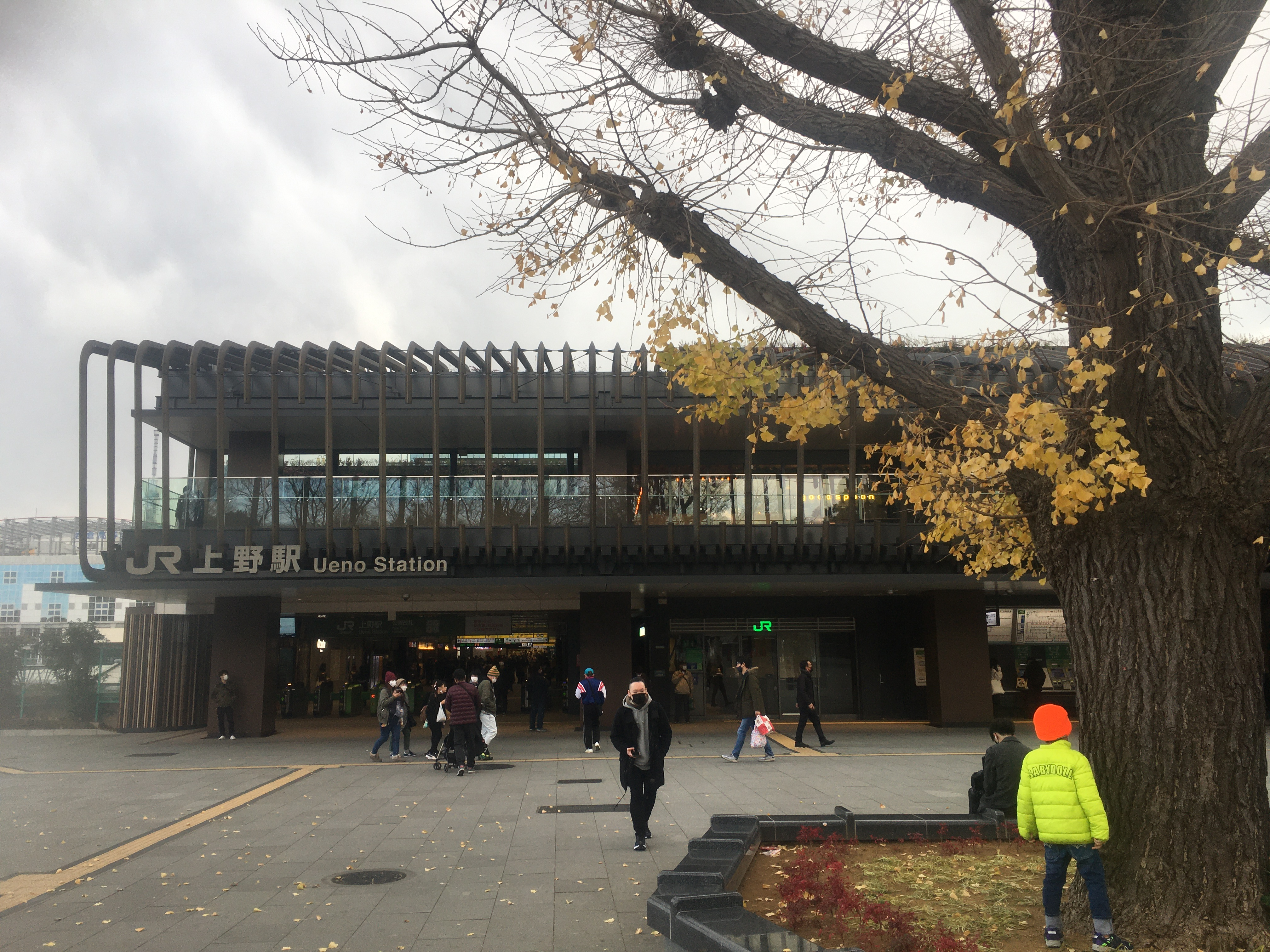
Lối ra công viên mới, 2021

Vào tháng 3 năm 2020, lối ra Công viên Ueno đã được chuyển về phía Bắc và con đường phía trước được chuyển thành ngõ cụt, cho phép người đi bộ vào công viên Ueno từ nhà ga mà không cần đi bộ qua đường.

## Thống kê lượng hành khách
Trong năm tài chính 2013, nhà ga JR East đón 181.880 khách mỗi ngày (chỉ tính hành khách lên tàu), giúp đây trở thành ga bận rộn thứ 13 do JR East vận hành. Vào năm tài chính 2013, nhà ga thuộc đường sắt đô thị Tokyo có số lượt sử dụng trung bình là 211.539 hành khách mỗi ngày (hành khách ra và vào), khiến đây trở thành ga bận rộn thứ 18 do Tokyo Metro vận hành.
Số liệu hành khách hàng ngày của mỗi công ty khai thác trong các năm trước được thống kê dưới đây.
| Năm tài chính | JR East | Tokyo Metro |
| ------------- | ------- | ----------- |
| 1999          | 195.654 |             |
| 2000          | 189.388 |             |
| 2005          | 179.978 |             |
| 2010          | 172.306 |             |
| 2011          | 174.832 | 201.602     |
| 2012          | 183.611 | 212.509     |
| 2013          | 181.880 | 211.539     |

- Chú ý rằng số liệu của JR East chỉ tính số hành khách có lên tàu.

## Dịch vụ xe buýt

### Xe buýt cao tốc
- Sky / Panda; phục vụ Hirosaki, ga Aomori [20]
- Yuhi; phục vụ ga Tsuruoka, ga Amarume và ga Sakata [21]
- Tono Kamaishi; phục vụ ga Shin-Hanamaki, ga Tōno, ga Kamaishi và Yamada [21]
- Tokyo Sunrise; phục vụ ga Yamagata, ga Sagae, ga Sakurambo-Higashine và ga Shinjō [22]
- Rainbow; ga Yonezawa, ga Kaminoyama-Onsen và ga Yamagata [22]
- Phục vụ Chino, Bến xe buýt Matsumoto và ga Nagano [23]
- Dream Kanazawa; phục vụ ga Toyama, ga Kanazawa và Viện Công nghệ Kanazawa [24]
- Kimasshi; phục vụ ga Kanazawa [22]
- Yamato; phục vụ ga Tenri, ga Nara, ga Kintetsu-Kōriyama, Hōryū-ji, ga Ōji và ga Goidō [25]
- Phục vụ ga Ōtsu, ga Yamashina, ga Sanjō và ga Kyōto [26]
- Flying Liner; phục vụ ga Kyōto, ga Ōsaka, ga Ōsaka Namba, ga Ōsaka Abenobashi và ga Fujiidera [22]
- Mamakari Liner; phục vụ ga Okayama, ga Kurashiki[22]